# Lucy
|  | Per a altres significats, vegeu «Lucy (desambiguació)». |

Lucy (AL 288-1) és un esquelet d'Australopithecus afarensis d'un individu que va viure fa uns 3,2 milions d'anys. Va ser descobert per l'estatunidenc Donald Johanson el 24 de novembre de 1974 a 150 quilòmetres d'Addis Abeba, Etiòpia. Fins al 1977 la comunitat científica no va tenir consideració amb el descobriment de Johanson i el seu equip de l'International Afar Research Expedition. La revista Science va acceptar de publicar el descobriment d'un homínid que des de llavors es va anomenar Australopithecus afarensis. Es tracta d'un esquelet d'una femella de prop d'un metre d'alçada, que se suposa que pesava uns 27 quilograms (en vida), d'uns 20 anys, i sembla que va tenir fills, però no se sap quants exactament. Es creu que va morir ofegada en intentar creuar un riu.

## Descoberta
Lucy va ser descoberta el 24 de novembre de 1974 a Hadar, a la riba del riu Awash, com a part de l'International Afar Research Expedition. Aquest projecte estava promogut per Maurice Taieb i hi van participar una trentena d'investigadors etíops, americans i francesos, codirigits per Donald Johanson (paleoantropòleg), Maurice Taieb (geòleg) i Yves Coppens (paleontòleg).
El primer fragment del fòssil el van descobrir al costat d'un barranc Donald Johanson i Tom Gray, un dels seus estudiants. Lucy va ser descrita per primera vegada el 1976, però la seva pertinença a l'espècie Australopithecus afarensis no es va proposar fins al 1978.
Lucy està inventariada amb el codi AL 288-1.

## El nom
El nom Lucy prové de la cançó Lucy in the Sky with Diamonds dels Beatles, que els membres del grup investigador estaven escoltant la nit després del descobriment quan eren a la tenda analitzant els ossos.
A Etiòpia se la coneix com a Dinkinesh, que significa ‘ets meravellosa’ en amhàric.

## Principals característiques

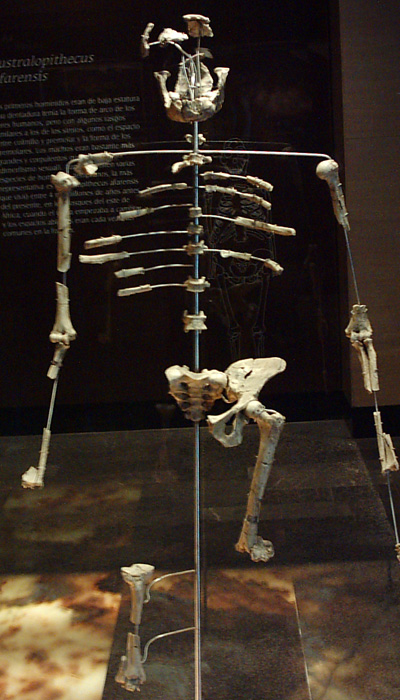
Reproducció de les restes de Lucy al Museu Nacional d'Antropologia de la Ciutat de Mèxic.

El descobriment de Lucy va ser molt important per a l'estudi dels Australopitecus; aquest és el primer fòssil relativament complet que s'ha descobert fins ara. Les restes de Lucy estan formades per 52 ossos (dels 206 que tindria un esquelet complet) que inclouen la mandíbula i elements del crani i de la mà. Tot i així, la gran rellevància de la troballa rau en els fragments de vèrtebres, pelvis, fèmur, tíbia i peroné que van demostrar que Lucy caminava habitualment sobre les potes del darrere.
Aquests elements citats es van mostrar extremadament importants per a reconstruir la locomoció de l'espècie Australopithecus afarensis. Si bé Lucy estava adaptada inconfusiblement a la locomoció bípeda, tal com indica el seu cap, la curvatura de la columna vertebral i la forma de la pelvis i el fèmur, encara era parcialment arborícola, per exemple, les seves extremitats superiors eren una mica més llargues que les inferiors, les falanges eren planes i corbes i l'articulació del genoll oferia una gran amplitud de rotació. El seu bipedisme no és exclusiu i la seva estructura corporal s'ha anomenat "bilocomotor" ja que combina dos tipus de locomoció, la marxa bípeda amb la capacitat de grimpar. Aquesta hipòtesi de les habilitats arbòries es recolza en una anàlisi de l'estructura òssia dels seus braços, mostrant una robustesa similar a la que tenen els ximpanzés.
Lucy presenta una evolució de mosaic amb un cervell tan petit com el d'un ximpanzé, però amb una pelvis més curta i ampla que la dels grans simis. La inclinació del seu fèmur en relació amb el pla perpendicular del genoll és comparable a la que s'observa en l'Homo sapiens. L'equip de paleontòlegs que la va descobrir van pensar que es tractava d'un exemplar femella per la seva petita estatura i el seu aspecte esvelt. Tanmateix, des del 1995 alguns investigadors estipulen que Lucy hauria estat en realitat un mascle basat-se en l'anàlisi de l'os pèlvic. Sempre i quan s'acabés demostrant això, el periodisme ja va proposar canviar-li el nom al de Luci o Lucifer, mentre que alguns paleoantropòlegs preferirien anomenar-lo pel codi científic (AL 288-1). En tot cas, no hi ha dubte que es tracta d'un exemplar adult que mesurava 1,10 m i pesava un màxim de 30 kg.
Lucy va morir quan tenia al voltant de 25 anys. El fet que els seus ossos no haguessin estat escampats pels carronyaires indica un soterrament ràpid, potser després d'una inundació. Segons un estudi del 2016 que va analitzar les fractures dels seus ossos, sobretot al nivell de l'húmer, suggereix que Lucy hauria caigut des d'una alçada de 12 metres assolint en el moment de l'impacte una velocitat d'almenys 56 km/h. Altres investigadors han posat en dubte aquesta hipòtesi i han apuntat la possibilitat que es tractin de fractures post-mortem.

## Posició filogenètica
Descoberta en estrats que tenien 3,18 milions d'anys, Lucy ha estat considerada durant molt de temps la representant d'una espècie que es trobava a l'origen de la línia evolutiva humana. Avui en dia la majoria d'investigadors no accepten aquesta hipòtesi i consideren que els australopitecs no són uns avantpassats del gènere Homo, sinó que formarien part d'una branca lateral.

## Conservació
El fòssil original de Lucy es conserva al Museu Nacional d'Etiòpia d'Addis Abeba, on el públic hi pot veure una rèplica. Altres rèpliques s'exposen a d'altres museus, com ara la que hi ha a la vitrina del primer pis de la Galeria de Paleontologia i Anatomia Comparada, al Jardin des Plantes de París, o la que hi ha exposada al Museu Nacional d'Antropologia de la Ciutat de Mèxic. Amb motiu del quarantè aniversari del seu descobriment, el 3 de desembre de 2014 es va reformular l'espai d'exposició al Museu Nacional d'Etiòpia a Addis Abeba i avui Lucy es mostra amb dos altres esquelets d'homínid: els d'Ardi i els de Selam.